# HD215661
HD215661 — хімічно пекулярна зоря спектрального класу A2, що має видиму зоряну величину в смузі V приблизно 10,1.
Вона  розташована на відстані близько 548,2 світлових років від Сонця.

## Пекулярний хімічний склад
Зоряна атмосфера HD215661 має підвищений вміст 
Eu
.